# ГЕС Liǎngjiāng
ГЕС Liǎngjiāng (两江水电站) — гідроелектростанція на північному сході Китаю у провінції Цзілінь. Входить до складу каскаду на річці Erdao Songhua, правій твірній Сунгарі (великий правий доплив Амуру). 
В межах проекту річку перекрили кам’яно-накидною греблею із бетонним облицюванням висотою 57 метрів, довжиною 270 метрів та шириною по гребнею 6 метрів. Вона утримує водосховище з об’ємом 210,5 млн м3 та припустимим коливанням рівня поверхні у операційному режимі між позначками 526,6 та 545 метрів НРМ (під час повені до 547,4 метра НРМ). 
Зі сховища через прокладений у правобережному масиві тунель довжиною 1,2 км та діаметром 5,5 метра ресурс подається до машинного залу (при цьому відстань між останнім та греблею по руслу становить біля 10 км). Станцію обладнали трьома турбінами типу Френсіс потужністю по 20 МВт, які використовують напір у 61 метр та забезпечують виробництво 193 млн кВт-год електроенергії на рік.